# احمدآباد اسفندیاری
احمدآباد اسفندیاری روستایی در دهستان گنج‌آباد بخش اسماعیلی شهرستان جیرفت استان کرمان ایران  که همه ای آنها نژادن ساردوئی ودر منطقه کوهستانی ملک دار هستند ودر تابستان به  آن منطقه رفت وآمد دارند واین روستا در۴۵ کیلومتری از شهر جیرفت بوده که از تیره های اسفندیاری،کریمی،شجاع الدینی و...  هستند.

## جمعیت
بر پایه سرشماری عمومی نفوس و مسکن در سال ۱۳۹۵ جمعیت این مکان ۴۷۰ نفر (۱۲۱خانوار) بوده‌است.